# Sint-Valentijnkerk
De Sint-Valentijnkerk (Duits: Kirche St. Valentin) is de rooms-katholieke filiaalkerk van Venrath, een Ortsteil van de stad Erkelenz in de Kreis Heinsberg (Noordrijn-Westfalen).
De kerk staat ingeschreven in het gemeentelijke monumentenregister van Erkelenz.

## Geschiedenis
Voor het eerst wordt er in een oorkonde van 1478 over een kerkgebouw in Venrath gerept. Aan deze kerk werd in 1525 een nieuwe klokkentoren en een nieuw koor gebouwd, vermoedelijk in de stijl van de gotiek. In het midden van de 19e eeuw werd deze kerk te klein en daarom  stichtte men in 1852 een vereniging, die zich de bouw van een nieuwe kerk ten doel stelde. 
In 1857 verzocht de parochie de architect Friedrich von Schmidt het ontwerp te leveren voor het nieuw kerkgebouw. Nadat de parochie in 1866 een stuk grond geschonken kreeg van Johann Hermann, werd er direct begonnen met de bouw. De bouw stond onder leiding van de architect Ferdinand Robert Cremer, die aan het eerdere ontwerp van Von Schmidt bovendien nog een travee en de klokkentoren toevoegde. 
Op 31 augustus 1868 werd de drieschepige, neogotische hallenkerk met een driezijdig gesloten koor ingewijd. 
Vanaf 2010 vormt de gemeente Venrath geen zelfstandige parochie meer. Samen met enkele andere voormalige parochies fuseerde Venrath tot de Maria- en Elisabethparochie Erkelenz.

## Interieur
Het interieur bezit nog enkele beelden van heiligen uit de bouwperiode van de kerk. De vensters werden in 1955 gemaakt door een onbekende kunstenaar. Sinds 2014 wordt de oorspronkelijke muurbeschildering weer blootgelegd en gerestaureerd. 

## Orgel
Het orgel werd in 1991 door Mönch Orgelbau uit Überlingen gebouwd. Het instrument werd in de historische neogotische orgelkas van de voorganger geplaatst. Het bezit 12 registers.

## Klokken
| Nr. | Naam  | Doorsnee (mm) | Gewicht (kg, ca.) | Slagtoon (Halve toon-1/16) | Gieter                           | Gietjaar |
| 1   | Josef | 1.390         | 1.650             | d' -2                      | Klokkengieterij Otto, Hemelingen | 1958     |
| 2   | Maria | 1.240         | 1.200             | e' -3                      | Klokkengieterij Otto, Hemelingen | 1958     |
| 3   | Pius  | 1.090         | 820               | fis' -4                    | Klokkengieterij Otto, Hemelingen | 1908     |